# Pygmodeon
Pygmodeon es un género de escarabajos longicornios de la tribu Tropidini.

## Especies
- Pygmodeon andreae (Germar, 1823)
- Pygmodeon boreale Martins, 1971
- Pygmodeon buscki (Linsley, 1935)
- Pygmodeon cribripenne (Bates, 1880)
- Pygmodeon ditelum (Bates, 1872)
- Pygmodeon excelsum Martins & Napp, 1986
- Pygmodeon involutum (Bates, 1870)
- Pygmodeon latevittatum (Bates, 1885)
- Pygmodeon m-littera (Martins, 1962)
- Pygmodeon mutabile (Melzer, 1935)
- Pygmodeon obscurum Martins, Galileo & Santos-Silva, 2015
- Pygmodeon obtusum (Bates, 1874)
- Pygmodeon puniceum Martins, 1970
- Pygmodeon staurotum Martins, 1970
- Pygmodeon validicorne (Bates, 1885)
- Pygmodeon xyleus Martins, 1974